# Пиър
Вижте пояснителната страница за други значения на Пиър.
Пѝър (на английски: Pierre) е град и столица на щата Южна Дакота в САЩ. Пиър е с население от 13 876 жители (2000) и обща площ от 33,70 km². Пиър е основан през 1880 г. и е столица на щата от 1889 г. Пиър е предпоследен от столиците на щати по брой население (последна е столицата на Върмонт).